# 解放西路 (桂林)
解放西路位于桂林市秀峰区。东起十字街，西至翊武路，与观漪桥相接，全长560米。抗日战争时期，解放西路设有广西省立艺术馆、广西省立桂林高级中学、各种书店和印刷厂，有“桂林文化街”之誉。

## 历史
清代，称崇德街。
民国22年（1933年），更名桂西路。
民国35年（1946年），更名中正西路。
1950年，更名解放西路。
2000年10月至2001年9月，改建为城市主干道，由原来的12米至50米，为双向六车道，增设慢车道、隔离带。